# جان بيار ميكيل
جان بيار ميكيل (بالفرنسية: Jean-Pierre Miquel)‏
```
هو 
مخرج
 
وممثل
 
فرنسي
، ولد في 22 يناير 1937 
بنويي-سور-سين
 في 
فرنسا
، وتوفي في 22 فبراير 2003 في 
فرنسا
 بسبب 
سرطان
.
[
2
]
```

## أعمال

### أفلام
- (1969) زد

## وصلات خارجية
- جان بيار ميكيل على موقع IMDb (الإنجليزية)
- جان بيار ميكيل على موقع ألو سيني (الفرنسية)
- جان بيار ميكيل على موقع أول موفي (الإنجليزية)
- جان بيار ميكيل على موقع قاعدة بيانات الأفلام السويدية (السويدية)
- جان بيار ميكيل على موقع قاعدة بيانات الفيلم (الإنجليزية)
- جان بيار ميكيل على موقع كينوبويسك (الروسية)